# Instituto Regional Castellano-Leonés
Instituto Regional Castellano-Leonés és societat regionalista de Castella i Lleó. Va néixer legalment a Paredes de Nava (Palència) el 16 de gener de 1976, si bé s'havia constituït prèviament a Lerma (Burgos). La seva forma legal va ser la de Societat Anònima, amb la finalitat d'evitar el control que sobre les associacions exercia el règim. Va sorgir impulsada per persones de l'oposició clandestina al règim franquista agrupats en la denominada "Platajunta". Entre les seves més de 300 membres predominaven els intel·lectuals, professors universitaris, periodistes, ecologistes i membres dels partits polítics progressistes a títol individual. El President de l'Institut Regional va ser José Luis Martín, Catedràtic d'Història Medieval de la Universitat de Salamanca, i el seu Secretari General Carlos Carrasco, advocat segovià membre de l'associació ecologista AEORMA-Conca del Duero.
L'Institut Regional Castellà-Lleonès va ser l'impulsor en 1976 de la primera concentració autonomista de Villalar de los Comuneros i que, malgrat la prohibició governativa, va convocar a més de 400 persones que posteriorment van ser dissoltes per la Guàrdia Civil. Un any després, en 1977, l'Institut Regional Castellà-Lleonès va fer la convocatòria de Villalar conjuntament amb la Alianza Regional de Castilla y León. Aquest any l'acte si va ser autoritzat i van participar prop de 20.000 persones. Amb l'arribada de la democràcia i la posterior consecució de l'autonomia de Castella i Lleó, l'Institut Regional va deixar la seva activitat. La majoria dels seus membres es van incorporar llavors als diferents partits polítics, fonamentalment de l'esquerra i el centreesquerra.